# ベルンハルト・ヴォルデンガ
ベルンハルト・ヴォルデンガ(ドイツ語: Bernhald Woldenga、1901年12月4日 - 1999年1月19日)は、第二次世界大戦時のドイツ空軍の軍人。最終階級は大佐(Oberst)。第27戦闘航空団および第77戦闘航空団を指揮し、騎士鉄十字勲章を受勲した。

## 戦歴
ヴォルデンガの軍歴はまず最初に輸送船団から始まった。1928年に戦闘訓練を開始し、FVKヴァーネミュンデの主任パイロットとして働いた。彼は新たなドイツ空軍に異動し、1937年4月1日に第131戦闘航空団第I飛行隊(I./JG131)の飛行隊長(のちに同部隊は第1戦闘航空団第I飛行隊に改称された)となった。1939年、I./JG131はポーランド侵攻に従軍した。1940年2月1日、彼はI./JG131からドイツ航空省へ異動となった。1940年10月11日から10月22日までの間、ヴォルデンガはチャネル諸島にて第27戦闘航空団(JG27)を率いたのち、第77戦闘航空団(JG77)の戦闘航空団司令となった。JG77を指揮する間、バルカン戦線 (第二次世界大戦)およびクレタ島の戦いに従軍した。JG77は50機撃墜の戦果をあげ、その功績によって彼は騎士鉄十字勲章を受賞した。1941年6月21日から、彼はJG27を率いて独ソ戦に従軍し、4機撃墜の戦果をあげた。1941年12月、彼は航空団本部小隊として北アフリカに移動した。1942年6月10日、彼はバルカン半島航空指揮官となった。彼の最後の役職は、ベルリン近郊のファルステンヴァルデにある第10空軍学校の指揮官であった。

## 叙勲
- 騎士鉄十字章 (1941年7月5日)：第77戦闘航空団司令の少佐(Major)として[2]